# Є про що поговорити
«Є про що поговорити» (англ. Something to Talk About) — комедійний фільм 1995 року режисера Лассе Гальстрема.

## Сюжет
Життя головної героїні Грейс, як картина. Так воно і тече саме по собі, ніби «не у фокусі», доти, доки Грейс не виявляє, що чоловік Едді її зраджує.

## У ролях
| Актор               | Роль             |
| ------------------- | ---------------- |
| Джулія Робертс      | Грейс Кінг Бішон |
| Денніс Квейд        | Едді Бішон       |
| Роберт Дюволл       | Вайлі Кінг       |
| Джина Роулендс      | Джорджия Кінг    |
| Кіра Седжвік        | Емма Рей Кінг    |
| Бретт Каллен        | Джеймі Джонсон   |
| Мусе Вотсон         | Хенк Корріган    |
| Ліза Робертс Гіллан | Кітті            |